# Dimako
Dimako es una comuna camerunesa perteneciente al departamento de Haut-Nyong de la región del Este.
En 2005 tiene 12 894 habitantes, de los que 6112 viven en la capital comunal homónima.
Se ubica sobre la carretera N10, unos 20 km al suroeste de la capital regional Bertoua.

## Localidades
Comprende la ciudad de Dimako y las siguientes localidades:
- Akano
- Baktala
- Bongossi
- Djandja
- Grand Pol
- Kandala
- Kouen
- Longtimbi
- Loussou
- Mayos
- Ngolambele
- Ngombol
- Nguinda
- Nkolbikon
- Nkolmeyanga
- Petit Ngolambele
- Petit Pol
- Simeyong
- Tahatte
- Tonkoumbe
- Toungrelo